# 银顶果鸠
银顶果鸠（学名：Ptilinopus richardsii），是鸽形目鸠鸽科的一种鸟类。

## 特征
银顶果鸠体重约103.93克，翼长约127.2毫米，嘴峰长约17.9毫米，喙宽度约4毫米，喙厚度约4.1毫米，跗蹠长约20.9毫米，尾长约71.6毫米。银顶果鸠在其分布区内为留鸟，其栖息在半开放的高大的树木组成的森林中，食性为草食性，主要食物来源是水果。

## 亚种
- ：分布于所罗门群岛东部。
- ：分布于所罗门群岛东南部。[4]